# ستيفان ماسالا
ستيفان ماسالا (بالفرنسية: Stéphane Masala)‏ هو لاعب كرة قدم فرنسي، ولد في 30 أغسطس 1976 في نانت في فرنسا. لعب مع نادي أورليانز.

## وصلات خارجية
- ستيفان ماسالا على موقع قاعدة بيانات كرة القدم.إي يو (الإنجليزية)
- ستيفان ماسالا على موقع Soccerway.com (الإنجليزية)